# César Pérez Maldonado
César Ignacio Pérez Maldonado (Cerrillos, Chile, 29 de noviembre de 2002) es un jugador de fútbol chileno que juega como mediocampista, y actualmente milita en Defensa y Justicia de la Primera División de Argentina.

## Trayectoria
Comenzó a jugar fútbol a los 4 años en su barrio de Cerrillos. A los 10 años, se unió a las divisiones inferiores de Magallanes.
El año 2019 llegó al primer equipo del conjunto carabelero, debutando el 1 de junio del mismo año ante Deportes Copiapó, participando con un gol de penal en la victoria de su equipo por 3:0.
Después de 4 temporadas con Magallanes, en febrero de 2022 es fichado por Unión La Calera de la Primera División.

## Selección nacional

### Selecciones menores
Representó a Chile a través de varias categorías. Primero fue seleccionado sub-15, siendo nominado al Sudamericano de la categoría en 2017, jugando 5 partidos y marcando un gol; luego, en la categoría sub-17 mediante la Chile Sub-17 en el Sudamericano Sub-17 de 2019 y en la Mundial Sub-17 de 2019 jugando un total de 11 partidos, portando la jineta de capitán.
Fue convocado por el entrenador Eduardo Berizzo para ser parte de la sub-23, para participar en los Juegos Panamericanos de 2023  anotó un gol por Chile único gol del partido contra Estados Unidos en la Semifinal de los juegos Panamericanos 2023 en el estadio Elías Figueroa Brander https://m.alairelibre.cl/noticias/deportes/olimpismo/santiago-2023/cesar-perez-fue-el-heroe-de-la-roja-sub-23-ante-estados-unidos-con-un/2023-11-01/193755.html

#### Participaciones en Sudamericanos
| Competencia                 | Sede      | Resultado    | PJ | Goles |
| --------------------------- | --------- | ------------ | -- | ----- |
| Sudamericano Sub-15 de 2017 | Argentina | Primera Fase | 5  | 1     |
| Sudamericano Sub-17 de 2019 | Perú      | Subcampeón   | 8  | 0     |

#### Participaciones en Copas del Mundo
| Mundial                | Sede   | Resultado        | Partidos | Goles |
| ---------------------- | ------ | ---------------- | -------- | ----- |
| Mundial Sub-17 de 2019 | Brasil | Octavos de final | 3        | 0     |

#### Participaciones en Juegos
| Competición               | Sede     | Resultado        | Partidos | Goles | Asist. |
| ------------------------- | -------- | ---------------- | -------- | ----- | ------ |
| Juegos Panamericanos 2023 | Santiago | Medalla de plata | 5        | 1     | 0      |

#### Detalles de partidos
| Partidos internacionales con Selección Chilena Sub-23 | Partidos internacionales con Selección Chilena Sub-23 | Partidos internacionales con Selección Chilena Sub-23 | Partidos internacionales con Selección Chilena Sub-23 | Partidos internacionales con Selección Chilena Sub-23 | Partidos internacionales con Selección Chilena Sub-23 | Partidos internacionales con Selección Chilena Sub-23 | Partidos internacionales con Selección Chilena Sub-23 | Partidos internacionales con Selección Chilena Sub-23 |
| N.º                                                   | Fecha                                                 | Estadio                                               | Local                                                 | Resultado                                             | Visitante                                             | Goles                                                 | Asist.                                                | Competición                                           |
| ----------------------------------------------------- | ----------------------------------------------------- | ----------------------------------------------------- | ----------------------------------------------------- | ----------------------------------------------------- | ----------------------------------------------------- | ----------------------------------------------------- | ----------------------------------------------------- | ----------------------------------------------------- |
| 1                                                     | 23 de octubre de 2023                                 | Estadio Sausalito, Viña del Mar, Chile                | Chile                                                 | 1-0                                                   | México                                                |                                                       |                                                       | Juegos Panamericanos 2023                             |
| 2                                                     | 26 de octubre de 2023                                 | Estadio Elías Figueroa, Valparaíso, Chile             | Chile                                                 | 1-0                                                   | Uruguay                                               |                                                       |                                                       | Juegos Panamericanos 2023                             |
| 3                                                     | 29 de octubre de 2023                                 | Estadio Sausalito, Viña del Mar, Chile                | Chile                                                 | 5-0                                                   | República Dominicana                                  |                                                       |                                                       | Juegos Panamericanos 2023                             |
| 4                                                     | 1 de noviembre de 2023                                | Estadio Elías Figueroa, Valparaíso, Chile             | Chile                                                 | 1-0                                                   | Estados Unidos                                        | Anotado                                               |                                                       | Juegos Panamericanos 2023                             |
| 5                                                     | 4 de noviembre de 2023                                | Estadio Sausalito, Viña del Mar, Chile                | Chile                                                 | 1-1 (t. s.) 2-4p                                      | Estados Unidos                                        |                                                       |                                                       | Juegos Panamericanos 2023                             |
| Total                                                 | Total                                                 | Total                                                 | Presencias                                            | 5                                                     | Goles                                                 | 1                                                     | 0                                                     |                                                       |

### Selección absoluta
El 3 de marzo de 2021, fue nominado por el técnico de la Selección Chilena, Martín Lasarte, para el microciclo de la selección adulta a realizarse entre el 11 y 13 de marzo del mismo año.

#### Copa América 2024
Fue nominado por Ricardo Gareca para disputar la Copa América 2024.

#### Participaciones en Copa América
| Torneo            | Sede           | Resultado      | Partidos | Goles | Asist. |
| ----------------- | -------------- | -------------- | -------- | ----- | ------ |
| Copa América 2024 | Estados Unidos | Fase de grupos | 1        | 0     | 0      |

### Partidos internacionales
Actualizado hasta el 29 de junio de 2024.
| Partidos internacionales | Partidos internacionales | Partidos internacionales                    | Partidos internacionales | Partidos internacionales | Partidos internacionales | Partidos internacionales | Partidos internacionales | Partidos internacionales | Partidos internacionales          |
| N.º                      | Fecha                    | Estadio                                     | Local                    | Resultado                | Visitante                | Goles                    | Asistencias              | DT                       | Competición                       |
| ------------------------ | ------------------------ | ------------------------------------------- | ------------------------ | ------------------------ | ------------------------ | ------------------------ | ------------------------ | ------------------------ | --------------------------------- |
| 1                        | 21 de noviembre de 2023  | Estadio Rodrigo Paz Delgado, Quito, Ecuador | Ecuador                  | 1-0                      | Chile                    |                          |                          | Nicolás Córdova          | Clasificatorias Norteamérica 2026 |
| 2                        | 22 de marzo de 2024      | Estadio Ennio Tardini, Parma, Italia        | Albania                  | 0-3                      | Chile                    |                          |                          | Ricardo Gareca           | Amistoso                          |
| 3                        | 26 de marzo de 2024      | Stade Vélodrome, Marsella, Francia          | Francia                  | 3-2                      | Chile                    |                          |                          | Ricardo Gareca           | Amistoso                          |
| 4                        | 29 de junio de 2024      | Inter&Co Stadium, Orlando, Estados Unidos   | Canadá                   | 0-0                      | Chile                    |                          |                          | Ricardo Gareca           | Copa América 2024                 |
| Total                    | Total                    | Total                                       | Presencias               | 4                        | Goles                    | 0                        |                          |                          |                                   |

| Selección chilena | Selección chilena | Selección chilena |
| Año               | Partidos          | Goles             |
| ----------------- | ----------------- | ----------------- |
| 2023              | 1                 | 0                 |
| 2024              | 3                 | 0                 |
| Total             | 4                 | 0                 |

## Estadísticas
| Club                         | Div              | Temporada        | Liga  | Liga  | Liga   | Copas nacionales | Copas nacionales | Copas nacionales | Torneos internacionales | Torneos internacionales | Torneos internacionales | Total | Total | Total  |
| Club                         | Div              | Temporada        | Part. | Goles | Asist. | Part.            | Goles            | Asist.           | Part.                   | Goles                   | Asist.                  | Part. | Goles | Asist. |
| ---------------------------- | ---------------- | ---------------- | ----- | ----- | ------ | ---------------- | ---------------- | ---------------- | ----------------------- | ----------------------- | ----------------------- | ----- | ----- | ------ |
| Magallanes · Chile           | 2.ª              | 2019             | 1     | 1     | 0      | —                | —                | —                | —                       | —                       | —                       | 1     | 1     | 0      |
| Magallanes · Chile           | 2.ª              | 2020             | 14    | 1     | 0      | —                | —                | —                | —                       | —                       | —                       | 14    | 1     | 0      |
| Magallanes · Chile           | 2.ª              | 2021             | 25    | 1     | 1      | 5                | 0                | 0                | —                       | —                       | —                       | 30    | 1     | 1      |
| Magallanes · Chile           | 2.ª              | 2022             | 2     | 1     | 0      | —                | —                | —                | —                       | —                       | —                       | 2     | 1     | 0      |
| Magallanes · Chile           | Total club       | Total club       | 42    | 4     | 1      | 5                | 0                | 0                | 0                       | 0                       | 0                       | 47    | 4     | 1      |
| Unión La Calera · Chile      | 1.ª              | 2022             | 19    | 0     | 1      | 2                | 0                | 0                | 5                       | 0                       | 0                       | 26    | 0     | 1      |
| Unión La Calera · Chile      | 1.ª              | 2023             | 27    | 6     | 3      | 2                | 0                | 0                | —                       | —                       | —                       | 29    | 6     | 3      |
| Unión La Calera · Chile      | 1.ª              | 2024             | 13    | 1     | 2      | —                | —                | —                | 7                       | 0                       | 1                       | 20    | 1     | 3      |
| Unión La Calera · Chile      | Total club       | Total club       | 59    | 7     | 6      | 4                | 0                | 0                | 12                      | 0                       | 1                       | 75    | 7     | 7      |
| Defensa y Justicia Argentina | 1.ª              | 2024             | 16    | 0     | 0      | —                | —                | —                | —                       | —                       | —                       | 16    | 0     | 0      |
| Defensa y Justicia Argentina | 1.ª              | 2025             | 18    | 3     | 0      | 2                | 1                | 0                | 5                       | 0                       | 0                       | 25    | 4     | 0      |
| Defensa y Justicia Argentina | Total club       | Total club       | 34    | 3     | 0      | 2                | 1                | 0                | 5                       | 0                       | 0                       | 41    | 4     | 0      |
| Total en carrera             | Total en carrera | Total en carrera | 135   | 14    | 7      | 11               | 1                | 0                | 17                      | 0                       | 1                       | 163   | 15    | 8      |
| 1. 2. 3.                     |                  |                  |       |       |        |                  |                  |                  |                         |                         |                         |       |       |        |

## Palmarés

### Distinciones individuales
| Distinción                                 | Año  |
| ------------------------------------------ | ---- |
| Equipo ideal del año en la Gala Crack Easy | 2023 |